# Campionato del mondo femminile di scacchi 2013
Il campionato del mondo femminile di scacchi 2013 è stato un match tra la campionessa mondiale in carica, l'ucraina Anna Ušenina, e la cinese Hou Yifan, già campionessa tra il 2010 e il 2012. Hou Yifan ha riconquistato il titolo battendo 5,5-1,5 la campionessa uscente, dopo sette delle dieci partite previste.
Si è svolto a Taizhou, in Cina, tra il 10 e il 20 settembre.

## Qualificazioni
Secondo il ciclo mondiale femminile introdotto nel 2010, il campionato mondiale 2013 prevede una sfida tra la campionessa in carica (vincitrice del mondiale 2012, svoltosi con un torneo ad eliminazione diretta), ed una sfidante, scelta attraverso un Grand Prix composto da sei tornei: ognuna delle giocatrici che vi prendono parte partecipa a quattro dei sei tornei, che si svolgono con la formula del girone all'italiana tra dodici giocatrici. Il piazzamento nel torneo fornisce un certo numero di punti; la classifica finale è determinata con la somma dei migliori tre punteggi ottenuti.
Le località e le date dei sei tornei sono state le seguenti:
- Rostov sul Don (Russia), 1°-15 agosto 2011;
- Shenzhen (Cina), 6-20 settembre 2011;
- Nal'čik (Russia), 8-23 ottobre 2011;
- Kazan' (Russia), 10-21 giugno 2012;
- Jermuk (Armenia), 16-30 luglio 2012;
- Ankara (Turchia), 16-28 settembre 2012.

### Partecipanti
| Giocatrice             | Nazione  | Metodo di qualificazione                        |
| ---------------------- | -------- | ----------------------------------------------- |
| Hou Yifan              | Cina     | Semifinaliste del mondiale 2010                 |
| Ruan Lufei             | Cina     | Semifinaliste del mondiale 2010                 |
| Koneru Humpy           | India    | Semifinaliste del mondiale 2010                 |
| Zhao Xue               | Cina     | Semifinaliste del mondiale 2010                 |
| Tat'jana Kosinceva     | Russia   | rating (media tra luglio 2010 e gennaio 2011)   |
| Antoaneta Stefanova    | Bulgaria | rating (media tra luglio 2010 e gennaio 2011)   |
| Nadežda Kosinceva      | Russia   | rating (media tra luglio 2010 e gennaio 2011)   |
| Anna Muzyčuk           | Slovenia | rating (media tra luglio 2010 e gennaio 2011)   |
| Kateryna Lahno         | Ucraina  | rating (media tra luglio 2010 e gennaio 2011)   |
| Viktorija Čmilytė      | Lituania | rating (media tra luglio 2010 e gennaio 2011)   |
| Zhu Chen               | Cina     | nominate dal presidente FIDE                    |
| Batkhuyag Munguntuul   | Mongolia | nominate dal presidente FIDE                    |
| Ekaterina Kovalevskaja | Russia   | nominate dagli organizzatori dei singoli tornei |
| Ju Wenjun              | Cina     | nominate dagli organizzatori dei singoli tornei |
| Aleksandra Kostenjuk   | Russia   | nominate dagli organizzatori dei singoli tornei |
| Alisa Galljamova       | Russia   | nominate dagli organizzatori dei singoli tornei |
| Elina Danielyan        | Armenia  | nominate dagli organizzatori dei singoli tornei |
| Betül Cemre Yıldız     | Turchia  | nominate dagli organizzatori dei singoli tornei |

Partecipanti come sostitute per singoli tornei sono state Tan Zhongyi, Lilit' Mkrtčyan, Monika Soćko, Nino Khurtsidze e Kübra Öztürk.
Judit Polgár, la giocatrice con l'Elo più alto, ha rifiutato la partecipazione.

### Risultati
Il punteggio in grassetto indica la vittoria del torneo; il punteggio tra parentesi è il peggiore, di cui non è tenuto conto per la classifica finale. Sotto la linea verde sono poste le giocatrici che hanno partecipato come sostitute ad un solo torneo.
|    | Giocatrice              | Rostov | Shenzhen | Nal'čik | Kazan' | Jermuk | Ankara | Punteggio |
| -- | ----------------------- | ------ | -------- | ------- | ------ | ------ | ------ | --------- |
| 1  | Hou Yifan               | 160    | 160      | –       | (100)  | 160    | –      | 480       |
| 2  | Koneru Humpy            | (65)   | –        | –       | 145    | 110    | 160    | 415       |
| 3  | Anna Muzyčuk            | (100)  | 130      | –       | 145    | –      | 130    | 405       |
| 4  | Zhao Xue                | –      | 75       | 160     | –      | (60)   | 110    | 345       |
| 5  | Kateryna Lahno          | 130    | –        | 80      | (50)   | 110    | –      | 320       |
| 6  | Ju Wenjun               | –      | 100      | 130     | –      | 75     | (50)   | 305       |
| 7  | Viktorija Čmilytė       | –      | (35)     | 100     | 100    | –      | 85     | 285       |
| 8  | Nadežda Kosinceva       | 80     | –        | 55      | (35)   | 110    | –      | 245       |
| 9  | Ruan Lufei              | (30)   | 75       | –       | –      | 75     | 85     | 235       |
| 10 | Tat'jana Kosinceva      | 100    | –        | (55)    | 60     | –      | 60     | 220       |
| 11 | Elina Danielyan         | 45     | 50       | –       | 75     | (45)   | –      | 170       |
| 12 | Ekaterina Kovalevskaja  | 20     | (20)     | 100     | –      | 30     | –      | 150       |
| 13 | Batkhuyagiin Möngöntuul | –      | 60       | 20      | –      | (20)   | 70     | 150       |
| 14 | Antoaneta Stefanova     | 45     | –        | 55      | (35)   | –      | 40     | 140       |
| 15 | Alisa Galljamova        | 65     | –        | 30      | 20     | –      | –      | 115       |
| 16 | Aleksandra Kostenjuk    | 10     | –        | 10      | 75     | –      | –      | 95        |
| 17 | Zhu Chen                | –      | 35       | 55      | –      | –      | –      | 90        |
| 18 | Betül Cemre Yıldız      | –      | 10       | –       | 10     | –      | 30     | 50        |
| -  | Tan Zhongyi             | –      | 100      | –       | –      | –      | –      | 100       |
| -  | Lilit Mkrtchian         | –      | –        | –       | –      | 45     | –      | 45        |
| -  | Monika Soćko            | –      | –        | –       | –      | –      | 20     | 20        |
| -  | Nino Khurtsidze         | –      | –        | –       | –      | 10     | –      | 10        |
| -  | Kübra Öztürk            | –      | –        | –       | –      | –      | 10     | 10        |

## Campionato mondiale
Il campionato del mondo si è svolto al meglio delle 10 partite; il tempo di riflessione era di 90 minuti per le prime 40 mosse più 30 minuti per finiee, con 30 secondi di incremento a mossa. In caso di parità, erano previsti spareggi rapid ed eventualmente lampo.
|                         | 1 | 2 | 3 | 4 | 5 | 6 | 7 | 8 | 9 | 10 | Totale |
| ----------------------- | - | - | - | - | - | - | - | - | - | -- | ------ |
| Anna Ušenina ( Ucraina) | 0 | ½ | 0 | ½ | ½ | 0 | 0 | - | - | -  | 1,5    |
| Hou Yifan ( Cina)       | 1 | ½ | 1 | ½ | ½ | 1 | 1 | - | - | -  | 5,5    |